# 1410년대
1410년대는 1410년부터 1419년까지를 가리킨다.